# マコーム駅 (ミシシッピ州)
マコーム駅（英語：McComb Station）はアメリカ合衆国ミシシッピ州マコーム ノースイースト・レールロード・アヴェニュー114にある駅。 全米各地を結ぶ旅客鉄道のアムトラックが乗り入れている。

## 概要
同じ建物で旅客営業と貨物営業をしているため、「組み合わせ」駅として知られており、20世紀初頭の典型的なデザインの駅舎のマコーム駅は1901年にイリノイ・セントラル鉄道によって建設された。駅はクラマー鉄道歴史地区として、国家歴史登録財に登録された。現在、当駅はマコーム鉄道博物館、アムトラックの乗客のための待合室が入居している。

## 利用可能な鉄道路線／列車
アムトラックの発着する列車は下記の通り。
シカゴとニューオーリンズ間の夜行長距離列車シティ・オブ・ニューオーリンズ号…1日1往復発着